# Bimestriel
Ne doit pas être confondu avec bimensuel.
Bimestriel, (du latin bini, « deux » et mensis, « mois »), est un terme signifiant qu'un événement se passe une fois tous les deux mois.

## Presse périodique
Un bimestriel est un titre de presse écrite qui parait une fois tous les deux mois, le plus souvent sous la forme d'un magazine. 
À ne pas confondre avec le bimensuel qui, lui, parait deux fois par mois.